# Sarayu Rao
Sarayu Rao (även känd som Sarayu Blue), född 7 mars 1975 i Madison, Wisconsin, är en amerikansk skådespelare.
Rao har bland annat medverkat i filmen A Million Miles Away. Hon har även medverkat i TV-serierna Velma och Expats.

## Filmografi (i urval)
- 2023 – Velma (TV-serie)
- 2023 – A Million Miles Away
- 2023 – Expats (TV-serie)